# NGC 2923
NGC 2923 este o intermediate spiral galaxy⁠(d) situată în constelația Leul. A fost descoperită în 1 aprilie 1864 de către Albert Marth.